# Pat Van Den Hauwe
Pat Van Den Hauwe, né le 16 décembre 1960 à Termonde (Belgique), est un footballeur gallois, qui évoluait au poste de défenseur à Birmingham City, à Everton, à Tottenham Hotspur, à Millwall, au Hellenic et à Wynberg St Johns ainsi qu'en équipe du pays de Galles.
Van Den Hauwe ne marque aucun but lors de ses treize sélections avec l'équipe du pays de Galles entre 1988 et 1989.

## Carrière
- 1978-1984 : Birmingham City
- 1984-1989 : Everton
- 1989-1993 : Tottenham Hotspur
- 1993-1995 : Millwall
- 1996 : Hellenic
- 1997 : Wynberg St Johns  [1]

## Palmarès

### En équipe nationale
- 13 sélections et 0 but avec l'équipe du pays de Galles entre 1985 et 1989.

### Avec Everton
- Vainqueur de la Coupe d'Europe des Vainqueurs de Coupe en 1985
- Vainqueur du Championnat d'Angleterre en 1985 et 1987
- Vainqueur de la Coupe d'Angleterre en 1984
- Vainqueur du Charity Shield en 1984, 1985, 1986 et 1987

### Avec Tottenham Hotspur
- Vainqueur de la Coupe d'Angleterre en 1991